# Heraeus eximius
Heraeus eximius är en insektsart som beskrevs av William Lucas Distant 1882. Heraeus eximius ingår i släktet Heraeus och familjen Rhyparochromidae. Inga underarter finns listade i Catalogue of Life.